# The Savage Poetry
The Savage Poetry (с англ. — «Свирепая поэзия») — дебютный студийный альбом немецкой метал-группы Edguy 2000 года.
Savage Poetry записан в 1995 году, всем участникам группы в это время было порядка шестнадцати лет. Альбом выпущен независимо, на деньги самих музыкантов. В 2000 году переиздан с новой обложкой на лейбле AFM Records.

## Список композиций
1. «Hallowed» — 6:14
2. «Misguiding Your Life» — 4:04
3. «Key to My Fate» — 4:34
4. «Sands of Time» — 4:39
5. «Sacred Hell» — 5:37
6. «Eyes of the Tyrant» — 10:00
7. «Frozen Candle» — 7:15
8. «Roses to No One» — 5:42
9. «Power and Majesty» — 4:53

## Участники записи
- Тобиас Заммет — вокал
- Тобиас Эксел — бас-гитара
- Йенс Людвиг — гитара
- Дирк Зауэр — ритм-гитара
- Феликс Бонке — ударные